# Universal Flash Storage
Universal Flash Storage (UFS) とはデジタルカメラ、携帯電話、家電向けのフラッシュストレージ規格である。UFSの目的としては、フラッシュメモリストレージのデータ転送速度と信頼性の向上に加え、市場の混乱の抑制と、カードの種類毎にアダプタを変える必要をなくすことである。

## 概要
提案されるUFSフラッシュメモリ規格は、ノキア、ソニー・エリクソン、テキサス・インスツルメンツ、STマイクロエレクトロニクス、サムスン電子、マイクロン、SKハイニックスなどの家電業界の有力企業によりサポートされている。UFSはeMMCやSDカードを置き換える物として位置付けられている。UFS用の電気的インタフェースにはM-PHYが使われている。M-PHYはMIPIアライアンスが開発した高速シリアルインタフェースであり、1レーンあたり2.5Gbit/sを目標としているが、5.8Gbit/sまで拡張可能である。UFSは全二重シリアルLVDSインタフェースを実装するが、このシリアルインタフェースはeMMCの8レーンパラレルインタフェースよりも高い帯域幅での適合が優れている。UFSはeMMCとは異なりSCSIアーキテクチャモデルをベースとしているため、SCSIタグ付きコマンドキューイングをサポートする。
UFS規格はJEDEC半導体技術協会が開発しており、そこから利用可能である。2013年9月、JEDECはJESD220B UFS 2.0（2012年6月に発表されたUFS v1.1を更新したもの）を発表した。JESD220B Universal Flash Storage v2.0によりUFS v1.1と比較して、パフォーマンスの向上のためのリンク帯域幅の増加、セキュリティ機能の拡張、追加の省電力機能がもたらされた。
LinuxカーネルはUFSをサポートする。
2018年1月30日、JEDECはUFS規格のバージョン3.0を発表した。バージョン3.0ではMIPI M-PHY v4.1およびUniProSM v1.8を使用して、より高い11.6Gbit/sデータレート（1450MB/s）を実現している。MWC 2018で、サムスン電子は組み込みUFS (eUFS) v3.0およびuMCPソリューションを発表した。
2020年1月31日、JEDECはUFS規格のバージョン3.1を発表した。基本的な仕様はバージョン3.0と同一だが、パフォーマンスの改善、電力効率の改善、コストカット等のマイナーチェンジが行われた。
2022年5月3日、サムスン電子はMIPI M-PHY v5.0とUniPro v2.0を使用し、データレートが11.6Gbit/sから23.2Gbit/sへと倍増したバージョン4.0規格の高性能組み込み式フラッシュメモリを開発し、JEDECにより承認された。

## UFSカード
2016年3月30日、JEDECはUFS Card Extension Standardのバージョン1.0を発表した。
2016年3月、JEDECはUFS Host Controller Interface Standardのバージョン2.1を発表した。
2016年7月7日、初のUFSカードがサムスン電子により発表され、容量は32、64、128、256GBであった。このカードはUFS 1.0 Card Extension Standardをベースとしている。容量が256GBのバージョンの性能は、シーケンシャルアクセスが読み取り最大530MB/sで書き込みが最大170MB/sまでで、ランダムアクセスは読み取り40,000IOPSで書き込み35,000IOPSである。
2016年11月17日、クアルコムはUFS 2.1をサポートするSnapdragon 835 SoCを発表した。Snapdragon 835はSD Card Version 3.0とUSB 3.1 Type-Cもサポートする。
UFS Card Extension規格のバージョン3.0は2018年1月30日に発表された。マイナーアップデートと編集上の変更が含まれる。
外見はMicroSDカードに似ているが互換性は一切無い。また、転送方式を大きく変えているため同スペックのSDカードと比較して消費電力が低くなっているのも特徴である。韓国にて2018年12月に発売。日本国内での発売時期は未定。

## バージョン比較

### UFS
| UFS                   | 1.0        | 1.1        | 2.0        | 2.1        | 3.0        | 3.1        | 4.0        |
| --------------------- | ---------- | ---------- | ---------- | ---------- | ---------- | ---------- | ---------- |
| リリース日            | 2011-02-24 | 2012-06-25 | 2013-09-18 | 2016-04-04 | 2018-01-30 | 2020-01-31 | 2022-08-17 |
| 1レーンあたりの帯域幅 | 300 MB/s   | 300 MB/s   | 600 MB/s   | 600 MB/s   | 1450 MB/s  | 1450 MB/s  | 2900 MB/s  |
| 最大レーン数          | 1          | 1          | 2          | 2          | 2          | 2          | 2          |
| 最大総帯域幅          | 300 MB/s   | 300 MB/s   | 1200 MB/s  | 1200 MB/s  | 2900 MB/s  | 2900 MB/s  | 5800 MB/s  |
| M-PHYのバージョン     |            |            | 3.0        | 3.0        | 4.1        | 4.1        | 5.0        |
| UniProのバージョン    |            |            | 1.6        | 1.6        | 1.8        | 1.8        | 2.0        |

### UFS Card
| UFS Card              | 1.0        | 1.1        | 3.0        |
| --------------------- | ---------- | ---------- | ---------- |
| リリース日            | 2016-03-30 | 2018-01-30 | 2020-12-08 |
| 1レーンあたりの帯域幅 | 600 MB/s   | 600 MB/s   | 1200 MB/s  |
| 最大レーン数          | 1          | 1          | 1          |
| 最大総帯域幅          | 600 MB/s   | 600 MB/s   | 1200 MB/s  |
| M-PHYのバージョン     | 3.0        | 3.0        | 4.1        |
| UniProのバージョン    | 1.6        | 1.6        | 1.8        |